# St. Bartholomäus (Gleißenberg)

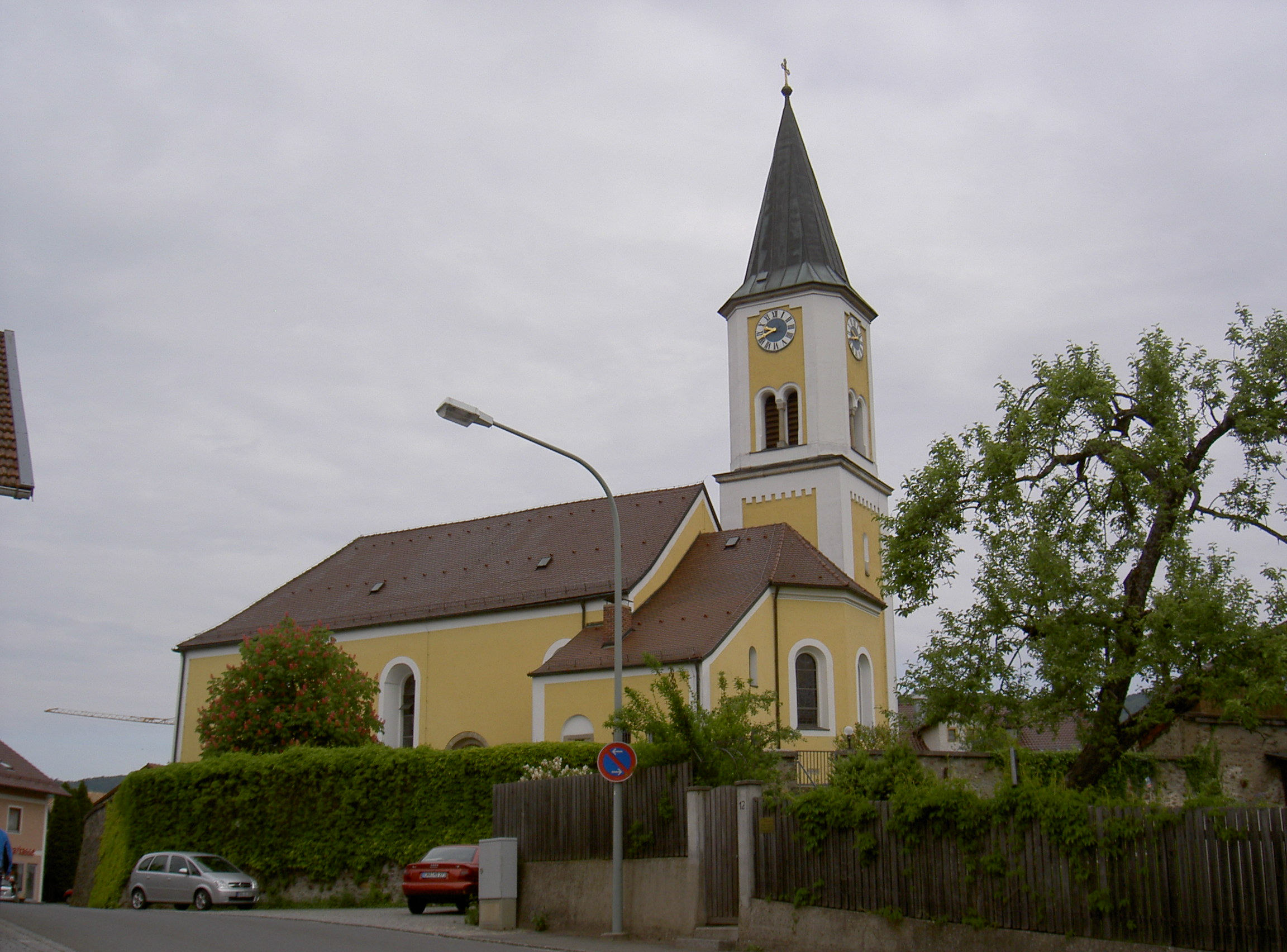
St. Bartholomäus (Gleißenberg)

Die römisch-katholische, denkmalgeschützte Pfarrkirche St. Bartholomäus steht in Gleißenberg, einer Gemeinde im Landkreis Cham der Oberpfalz. Sie gehört zum Bistum Regensburg. Das Bauwerk ist unter der Denkmalnummer D-3-72-128-2 als Baudenkmal in die Bayerische Denkmalliste eingetragen.

## Beschreibung
Die Saalkirche wurde 1857/58 unter Einbeziehung von Teilen der mittelalterlichen Wehrkirche erbaut. Sie besteht aus einem Langhaus, einem eingezogenen, dreiseitig geschlossenen Chor im Osten, einem Chorflankenturm auf quadratischem Grundriss an dessen Nordwand und der Sakristei an dessen Südwand. Das oberste Geschoss des Chorflankenturms mit abgeschrägten Ecken beherbergt hinter den als Biforien gestalteten Klangarkaden den Glockenstuhl, in dem vier Kirchenglocken hängen, und darüber die Turmuhr. Darauf sitzt ein spitzer Helm. Von der früheren Kirchenausstattung ist nur der Prospekt der 1720 gebauten Orgel erhalten, in den 1902 Martin Binder eine neue Orgel eingebaut hat.